# 시골에 간 도시 Z
시골에 간 도시 Z는 ENA, E채널에서 방송했던 예능 프로그램이었다.

## 프로그램 소개
도시에서 온 Gen-Z 대표 연예인들이 시골 생활을 하며 시골Z로 거듭나는 리얼 ‘힙트로’ 버라이어티

## 출연진
- 양세찬
- 이이경
- 이은지
- 송건희
- 정동원
- 미연 ((여자)아이들) (3회[1] ~ 8회)

## 게스트
- 미연 ((여자)아이들) (1회 ~ 2회)
- 윈터 (aespa) (1회 ~ 2회)
- 정우 (NCT) (3회 ~ 4회)
- 권은비 (3회 ~ 4회)
- 제로베이스원 (성한빈, 석매튜) (5회 ~ 6회)
- 츄 (5회 ~ 6회)
- 트레저 (준규, 아사히) (7회 ~ 8회)
- 레이 (IVE) (7회 ~ 8회)

## 팀
1회 ~ 2회
- 세찬 팀 - 양세찬, 송건희, 미연
- 은지 팀 (우승) - 이은지, 이이경, 정동원, 윈터

3회 ~ 4회
- 세찬 팀 - 양세찬, 이이경, 미연, 정우
- 은지 팀 (우승) - 이은지, 송건희, 정동원, 권은비

5회 ~ 6회
- 미연 팀 - 양세찬, 이은지, 미연, 정동원, 성한빈
- 건희 팀 (우승) - 이이경, 송건희, 츄, 석매튜

7회 ~ 8회
- 은지 팀 - 이은지, 송건희, 미연, 준규, 아사히
- 이경 팀 (우승) - 이이경, 양세찬, 정동원, 레이